# Победа (Тюменская область)
Побе́да — посёлок в Сладковском районе Тюменской области России. Входит в состав Степновского сельского поселения.

## География
Посёлок находится в юго-восточной части Тюменской области, в пределах юго-западной части Западно-Сибирской низменности, в подзоне южной лесостепи, на восточном берегу озера Могильное, на расстоянии примерно 17 км (по прямой) к северо-западу от села Сладково, административного центра района.

### Климат
Климат резко континентальный с холодной продолжительной зимой и тёплым относительно коротким летом. Средняя температура воздуха самого холодного месяца (января) — −17,2 °C (абсолютный минимум — −43 °C); самого тёплого месяца (июля) — 22 °C (абсолютный максимум — 40 °С). Среднегодовое количество атмосферных осадков составляет 373 мм, из которых большая часть выпадает в тёплый период.

### Часовой пояс
Посёлок Победа, как и вся Тюменская область, находится в часовой зоне МСК+2. Смещение применяемого времени относительно UTC составляет +5:00.

## Население
| 2010 |
| ---- |
| 3    |

### Национальный состав
Согласно результатам переписи 2002 года, в национальной структуре населения русские составляли 29 %, казахи — 71 % из 14 чел.